# Disperis galerita
Disperis galerita är en orkidéart som beskrevs av Heinrich Gustav Reichenbach. Disperis galerita ingår i släktet Disperis och familjen orkidéer. Inga underarter finns listade i Catalogue of Life.